# تاماس خيرمان
تاماس خيرمان (بالمجرية: Germán Tamás)‏ (26 مارس 1987 في المجر - ) هو لاعب كرة قدم مجري في مركز الهجوم. لعب مع نادي إيمن وNyíregyháza Spartacus FC ‏ وSzolnoki MÁV FC ‏ ونادي بكسكابا 1912 إلوره وPápai FC ‏ وSzeged-Csanád Grosics Akadémia ‏.

## وصلات خارجية
- تاماس خيرمان على موقع قاعدة بيانات كرة القدم.إي يو (الإنجليزية)
- تاماس خيرمان على موقع عالم كرة القدم.نت (الإنجليزية)